# Goodeniaceae
Goodeniaceae R.Br., 1810 è una famiglia di piante angiosperme eudicotiledoni appartenenti all'ordine delle Asterales.

## Etimologia
Il nome della famiglia deriva dal suo genere più importante (Goodenia) il cui nome a sua volta è stato dato in ricordo di Samuel Goodenough (1743-1827), vescovo di Carlisle, fondatore membro della Linnaean Society e vicepresidente della Royal Society.  Il nome scientifico di questa famiglia è stato proposto dal botanico britannico Robert Brown (1773-1858) nella pubblicazione "Prodromus Systematis Naturalis Regni Vegetabilis (A. P. de Candolle) - 573. 1810" del 1810.

## Descrizione

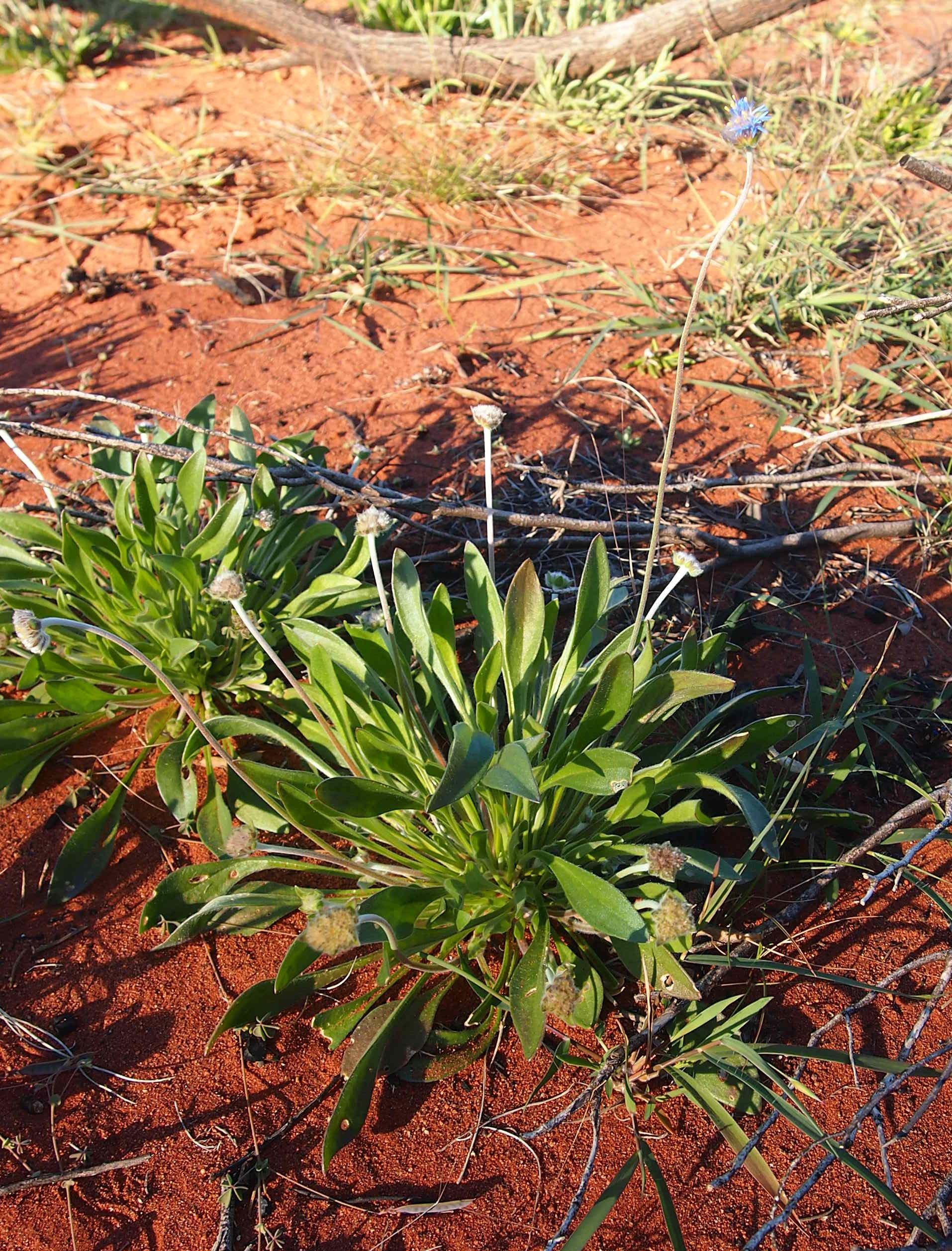
Il portamento
Brunonia australis

Le specie di questa famiglia sono delle erbe, subarbusti, arbusti o raramente piante arrampicanti e poche forme arboree. La superficie può essere glabra oppure ricoperta da peli semplici, ramificati o glandulosi, talvolta anche viscidi. In alcune specie la normale funzione fotosintetica è trasferita agli steli. Queste piante sono prive di lattice.

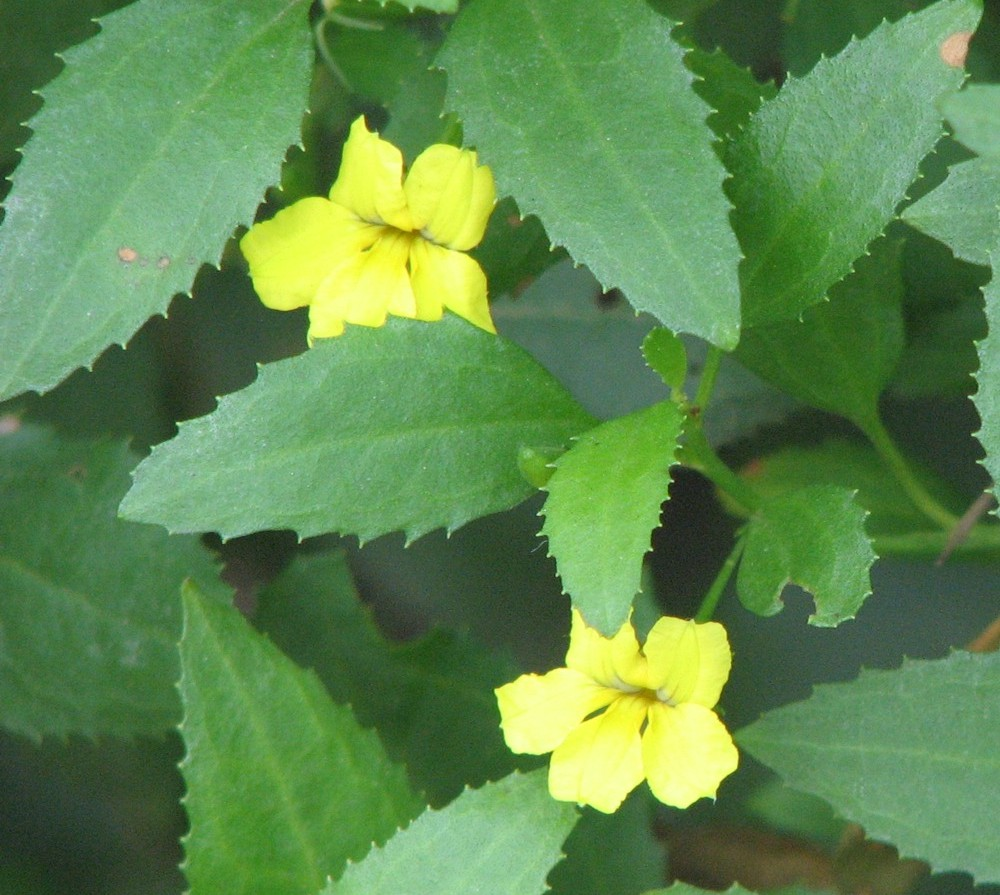
Le foglie
Goodenia ovata

Le foglie lungo il caule sono disposte per lo più alterne in verticilli oppure (raramente) in modo opposto. Spesso all'ascella delle foglie è presente un ciuffo di peli. Sono presenti anche piante con foglie basali. La lamina ha un contorno semplice con margini interi, dentati o (raramente) lobati; la consistenza è normale (carnosa in Anthotium). Le stipole sono assenti, mentre gli stomi sono presenti. Le foglie sono sia picciolate che sessili. Le venature in genere sono pennate. La pubescenza può essere ghiandolosa oppure no; spesso i peli sono di tipo stellato. Il tessuto mesofillo in genere è formato da idioblasti sclerenchimatico e può contenere anche dei cristalli.

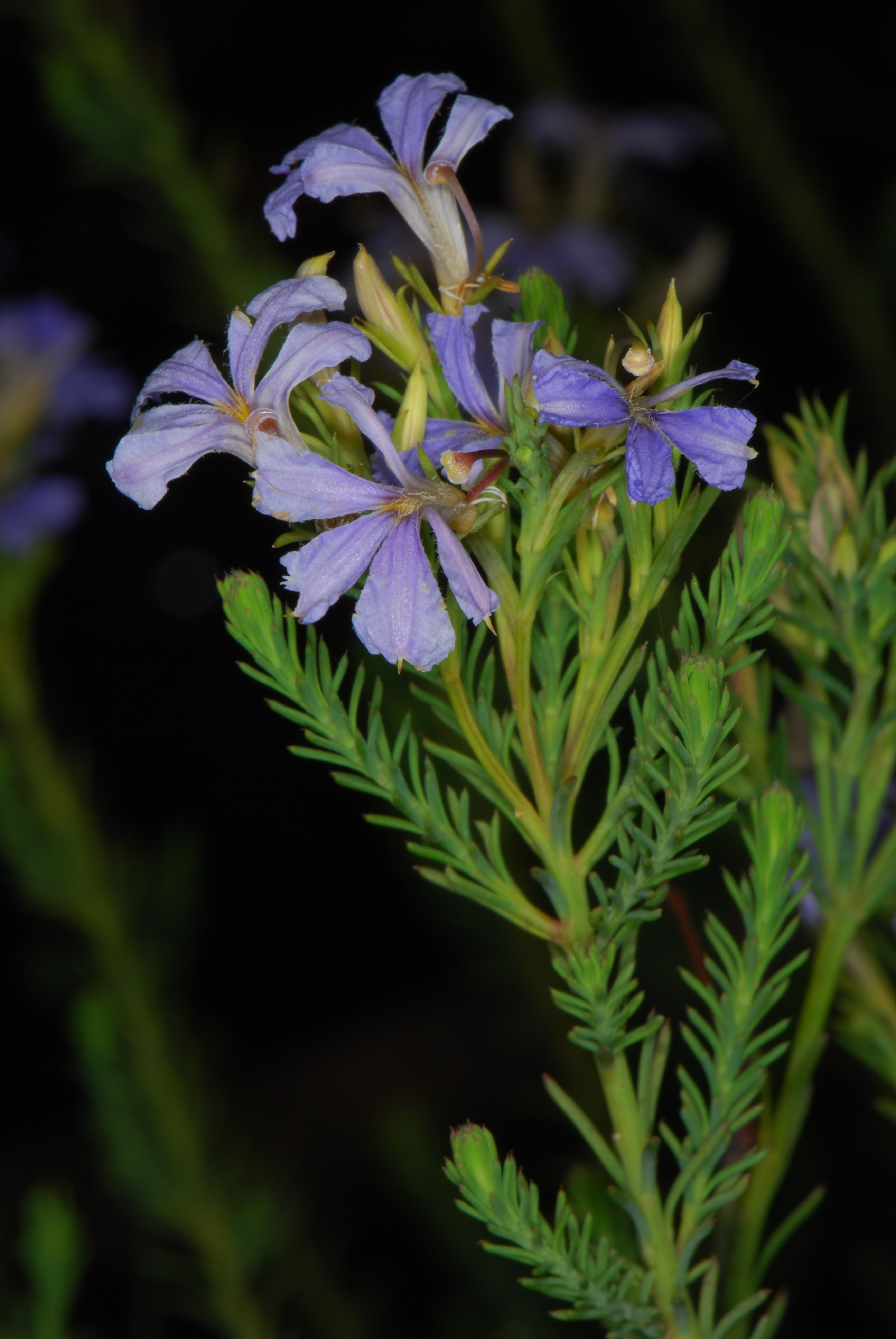
Infiorescenza
Lechenaultia biloba

Le infiorescenze sono definite e cimose di tipo tirsoide, racemoso o a forma di spiga; raramente sono formate da fiori solitari. In genere i singoli fiori sono peduncolati. In questa famiglia si possono individuare due tipi di infiorescenze: un tipo più primitivo con forme tirsoidi senza fiori terminali (Goodenia, Scaevola, Selliera, Verrauxia e altri generi), in seguito la riduzione delle forme ascellari in cime a singoli fiori ha formato l'altro gruppo in infiorescenze di tipo racemoso o a forma di spiga. Nell'infiorescenza possono essere presenti delle brattee involucrali.

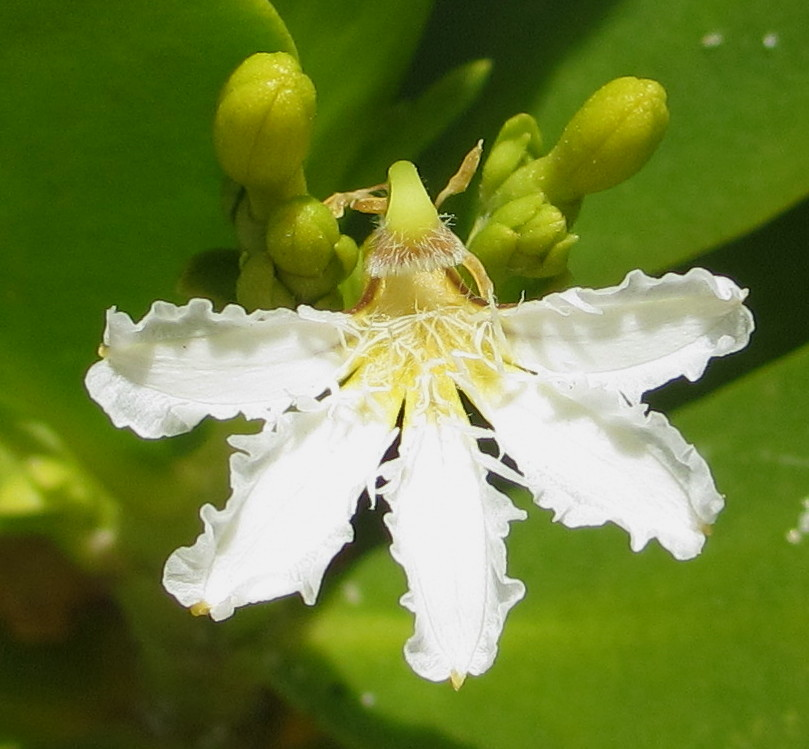
Il fiore
Scaevola plumieri

I fiori sono ermafroditi e tetraciclici (con i quattro verticilli fondamentali delle Angiosperme: calice – corolla – androceo – gineceo); sono inoltre pentameri (ogni verticillo ha cinque elementi). La dimensione dei fiori varia da piccola a media; sono molto irregolari (i fiori sono zigomorfi), la irregolarità coinvolge il perianzio e l'androceo.
Formula fiorale: * K (5), C (5), A 5, G (2) (supero/infero), achenio/capsula/drupa
Il calice normalmente è formato da 5 sepali (raramente anche 3). In qualche specie sono connati (calice gamosepalo a 5 lobi), oppure ridotti ad un orlo di scaglie.
La corolla ha una forma tubulare (corolla gamopetala) con un taglio profondo sulla parte adassiale; spesso ha due labbra, e a volte è simile ad un ventilatore, oppure ad una borsa o ad uno sperone. I lobi sono 5 valvati ineguali, in genere non alati e non bilabiati; a volte ai margini della fessura adassiale sono presenti delle auricole. Il colore della corolla è bianco, giallo, blu, arancio o rosa.
L'androceo è formato da 5 stami (sono nello stesso numero dei petali della corolla) disposti in modo opposto ai petali. I membri dell'androceo possono essere liberi dal perianzio oppure sono adnati (al tubo della corolla). L'inserzione può essere sia epigina che epipetala (gli stami sono inseriti alla base dei petali). Gli stami sono sempre fertili. Le antere sono libere (Velleia e Scaevola) oppure connate (possono formare un tubo cilindrico attorno allo stilo come nelle Compositae); sono formate da due teche; sono introrse; sono tetrasporangiate (possiedono organuli preposti alla formazione delle spore). La deiscenza (del polline) avviene attraverso fessure longitudinali. Il polline si presenta aggregato o in singoli grani; le aperture normalmente sono 3 (4 - 8 in Lechenaultia); è porato o colporato.
Il gineceo è composto da un ovario supero (o semi-infero o anche infero) formato da due carpelli (gineceo sincarpico). I loculi sono due (in Verreauxia spesso apparentemente uno in quanto l'altro è incompleto), raramente sono 4. La placentazione è assile o basale. Gli ovuli (anatropi) sono da 1 a 50 per loculo. Lo stilo normalmente è intero con uno stigma provvisto (nella parte inferiore) di una coppa (indusio) per la raccolta e protezione del polline. Lo stigma può essere diviso al massimo in tre parti (normalmente è bilobo) ed è papilloso.
I frutti sono delle drupe o capsule deiscenti (per l'uscita dei semi) attraverso 2-4 valvole oppure non sono deiscenti; possono essere carnosi oppure no. I semi sono provvisti (o privi) di endosperma. L'embrione è affusolato o piatto e diritto. I cotiledoni sono 2.

## Riproduzione
La riproduzione è tramite impollinazione entomofila  (le piante sono ermafrodite). La dispersione è soprattutto attuata da animali, specialmente nelle specie con drupe a mesocarpo carnoso.

## Distribuzione e habitat
La distribuzione delle specie di questa famiglia è confinata interamente nell'emisfero meridionale (soprattutto Australia). Gli habitat occupati dalle specie variano dalle zone aride (o semi aride) a quelle delle foreste sclerofille fino alle brughiere. Poche specie (Scaevola enantophylla e Scaevola glabra) frequentano le foreste piovose oppure climi tropicali (Scaevola taccada). L'elenco dei generi della famiglia contiene anche informazioni relative alla distribuzione di ciascun genere.

## Tassonomia
Questa famiglia è descritta all'interno dell'ordine delle Asterales (lo stesso ordine delle Compositae, la famiglia più numerosa di specie botaniche) che comprende una dozzina di famiglie e circa 25.000 specie, le cui piante sono caratterizzate dal contenere sostanze di riserva come l'oligosaccaride inulina e dall'impollinazione con meccanismo "a pistone".

### Filogenesi

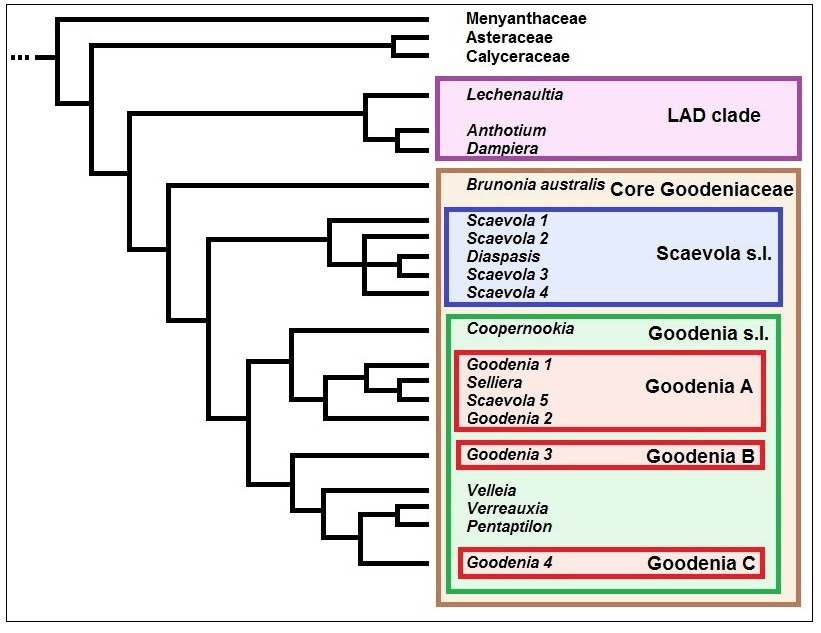
Cladogramma della famiglia

Prima degli ultimi studi, questa famiglia (vedi Sistema Cronquist) era descritta all'interno dell'ordine Campanulales. Attualmente il gruppo di ricercatori del APG hanno inserito la famiglia Goodeniaceae nell'ordine Asterales in posizione “gruppo fratello” delle famiglie Asteraceae/Calyceraceae. Queste tre famiglie (insieme alla famiglie Menyanthaceae) appartengono ad un clade ben definito (vedi cladogramma a lato) i cui caratteri principali, tra gli altri, sono: portamento soprattutto erbaceo, presenza di acido caffeico, fasci vascolari del fusto separati, elementi vessilliferi, infiorescenze con fiori terminali, calice connato, stami adnati alla corolla e ovario bicarpellare.
L'età di separazione di questa famiglia è stimata attorno ai 67 milioni di anni.
All'interno della famiglia sono stati individuati due cladi principali e altri subcladi minori, qui sotto descritti.
- Primo clade ("LAD clade"): questo clade, oltre alla sua conferma dall'analisi dei dati molecolari, risulta anche dalla forte specializzazione sia anatomica che morfologica del suo genere principale (Lechenaultia) e dai due generi affini. I caratteri distintivi del gruppo sono: le antere sono connate; lo stigma non sporge dall'indusio. L'età di separazione di questo clade è stimato attorno ai 52 milioni di anni. È formato da due sottocladi.

- Genere Lechenaultia.
- Generi Dampiera e Anthotium.

- Secondo clade ("Core Goodeniaceae") - I caratteri distintivi del secondo clade sono: le antere sono adnate; il polline è di tipo microspinuloso; lo strato che sorregge il tecum (columellea) è ramificata; lo stigma sporge dall'indusio. L'età di separazione di questo secondo clade è stimata attorno ai 59 milioni di anni. Questo secondo clade può essere suddiviso in due tribù.

- Tribù Brunonieae G. Don (specie Brunonia australis) - I caratteri distintivi della tribù sono: le piante hanno un portamento erbaceo; le infiorescenze sono scapose con involucro bratteato; il calice è pubescente; i lobi della corolla sono privi di margini alati; l'ovario è supero; l'ovulo è singolo; i frutti sono indeiscenti (tipo achenio/noce).
- Tribù Goodenieae Dumortier (chiamato anche gruppo Scaevola-Goodenia, contenente il resto dei generi) - I caratteri distintivi della tribù sono: le piante hanno un portamento da erbaceo a arbustivo; la corolla di alcune specie è speronata; a volte i lobi della corolla sono privi di margini alati; l'androceo è adnato alla base della corolla; l'ovario è in maggioranza supero; i frutti sono delle drupe o delle capsule; alcuni semi sono alati. L'età di separazione di questa tribù è stimata attorno ai 37 milioni di anni. La tribù Goodenieae a sua volta è suddiviso in più sottocladi.

- Scaevola s.l.: in questo clade il genere Scaevola (Scaevola 1 - 4) si presenta monofiletico se si esclude Scaevola collaris (Scaevola 5) e contemporaneamente si include Diaspasis filifolia.
- Goodenia s.l.: questo clade è ben supportato e mette in discussione l'attuale circoscrizione del genere Goodenia; in esso si individuano 5 subcladi:

- Genere Coopernookia
- Goodenia A (vedi cladogramma)
- Goodenia B (vedi cladogramma)
- Generi Velleia, Verreauxia e Pentaptilon
- Goodenia C (vedi cladogramma)

Tutti i generi sono monofiletici ad eccezione dei generi Goodenia e Scaevola. Il cladogramma a lato (tratto dallo studio citato e semplificato) mostra l'attuale (2014) conoscenza filogenetica della famiglia.
Il numero cromosomico delle specie di questa famiglia è compreso nei seguenti valori: 2n = 14, 16, 18, 32, 36, 48, 54, 64, 72.

### Generi della famiglia
La famiglia si compone di 12 generi e 451 specie:

| Genere                       | Numero specie                            | Distribuzione                                                 |
| ---------------------------- | ---------------------------------------- | ------------------------------------------------------------- |
| Anthotium R. Br.., 1810      | 4 spp.                                   | Australia (sud-ovest)                                         |
| Brunonia Sm. ex R. Br., 1810 | 1 sp. (Brunonia australis Sm. ex R. Br.) | Australia (sud)                                               |
| Coopernookia Carolin, 1968   | 6 spp.                                   | Australia (sud)                                               |
| Dampiera R. Br.., 1810       | 69 spp.                                  | Australia                                                     |
| Diaspasis R. Br.., 1810      | 1 sp. (Diaspasis filifolia R.Br.)        | Australia (sud-ovest)                                         |
| Goodenia Sm., 1793           | 206 spp.                                 | Australia, Nuova Zelanda e Cina (meridionale)                 |
| Lechenaultia R. Br.., 1810   | 20 spp.                                  | Australia e Nuova Guinea (una specie)                         |
| Pentaptilon E. Pritz., 1905  | 1 sp. (Pentaptilon careyi E. Pritz.)     | Australia (ovest)                                             |
| Scaevola L., 1771            | 117 spp.                                 | Australia (circa 70 specie endemiche) e regione Indo-Pacifica |
| Selliera Cav., 1799          | 2 spp.                                   | Australia, Nuova Zelanda e Cile                               |
| Velleia Sm., 1798            | 21 spp.                                  | Australia e Nuova Guinea (una specie)                         |
| Verreauxia Benth., 1868      | 3 spp.                                   | Australia (sud-ovest)                                         |

### Chiave per i generi
Per meglio comprendere ed individuare i vari generi della famiglia l'elenco seguente utilizza in parte il sistema delle chiavi analitiche:
- Gruppo 1A: le antere sono connate;

- Gruppo 2A: l'ovario è supero;

- Brunonia.

- Gruppo 2B: l'ovario è infero;

- Gruppo 3A: gli ovuli e i semi sono più di 2; i frutti sono deiscenti o si frammentano, raramente sono indeiscenti;

- Lechenaultia: le foglie sono tutte cauline; l'indusio ha due labbra.
- Anthotium: le foglie sono sia cauline che basali; l'indusio non ha due labbra.

- Gruppo 3B: gli ovuli e i semi sono 1 o 2; i frutti sono indeiscenti;

- Diaspasis: la corolla è priva di auricole; i peli sono semplici.
- Dampiera: la corolla è provvista di auricole; i peli sono ramificati e raramente sono assenti.

- Gruppo 1B: le antere sono libere;

- Gruppo 4A: gli ovuli (e naturalmente i semi) sono più di 2 per loculo;

- Gruppo 5A: i semi hanno delle forme ovoidi o sono irregolarmente compressi, sono privi di ali, orli o scanalature periferiche;

- Velleia: il colore della corolla è giallo.
- Coopernookia: il colore della corolla varia da blu a rosa o bianco.

- Gruppo 5B: i semi hanno delle forme piatte o concavo-compresse, hanno le ali, orli o scanalature periferiche;

- Gruppo 6A: i lobi della corolla sono privi di ali; i frutti sono più o meno carnosi e non sono deiscenti;

- Selliera.

- Gruppo 6B: i lobi della corolla sono alati; i frutti sono delle capsule secche deiscenti;

- Goodenia: le infiorescenze hanno delle forme tirsoidi, o a racemo o a spiga; l'ovario è infero o semi-infero (o supero in Goodenia macroplectra).
- Velleia: i fiori sono posizionati alle ascelle di infiorescenze a dicasio, spesso nelle ascelle o alla base delle foglie; l'ovario è libero dalla corolla per la maggior parte della sua lunghezza.

- Gruppo 4B: gli ovuli e i semi sono 1 o 2 per loculo;

- Gruppo 7A: i frutti sono delle capsule;

- Coopernookia.

- Gruppo 7B: i frutti sono indeiscenti e simili a delle noci lievemente sgusciate con pochi o 1-2 semi per drupa;

- Gruppo 8A: l'ovario e i frutti sono alati;

- Pentaptilon.

- Gruppo 8B:  l'ovario e i frutti non sono alati;

- Gruppo 9A: lo stilo è ricoperto da peli rigidi colorati di violaceo; la corolla è colorata di bianco, spesso con macchie violette;

- Goodenia.

- Gruppo 9B: lo stilo è ricoperto da peli biancastri o è glabro; la corolla è priva di macchie violette;

- Gruppo 10A: il colore della corolla è da blu a bianca;

- Scaevola.

- Gruppo 10B: il colore della corolla è giallo o bruno;

- Gruppo 11A: il portamento delle piante è arbustivo con le foglie disposte in modo alternato, oppure è arrampicante con le foglie disposte in modo opposto;

- Scaevola.

- Gruppo 11B: il portamento delle piante è erbaceo con le foglie disposte in modo alternato o alla base del caule;

- Goodenia: i peli delle piante sono di tipo cotonoso e non ramificati o glabri.
- Verreauxia: i peli delle piante sono ramificati o semplici.

### Sinonimi
L'entità di questa voce ha avuto nel tempo diverse nomenclature. L'elenco seguente indica alcuni tra i sinonimi più frequenti:
- Goodenoviaceae R. Br., 1810
- Scaevolaceae Lindl.
- Brunoniaceae R. Br., 1816

### Famiglie simili
Questa famiglia ha molti caratteri simili alla famiglia Lobeliaceae (ora soppressa ed inclusa nella famiglia Campanulaceae, come sottofamiglia Lobelioideae, dal gruppo di botanici APG). Le Goodeniace si differenziano dalle Lobeliaceae per i seguenti caratteri:
- la presenza di un organo raccoglitore del polline all'apice dello stilo;
- l'assenza di lattice nelle strutture anatomiche delle piante;
- l'irregolarità della struttura del perianzio.

Alcuni Autori hanno in passato inserito il genere Scaevola e il genere Brunonia in una nuova famiglia denominata Brunoniaceae (ordine Campanulales), ora soppressa.

## Alcune specie

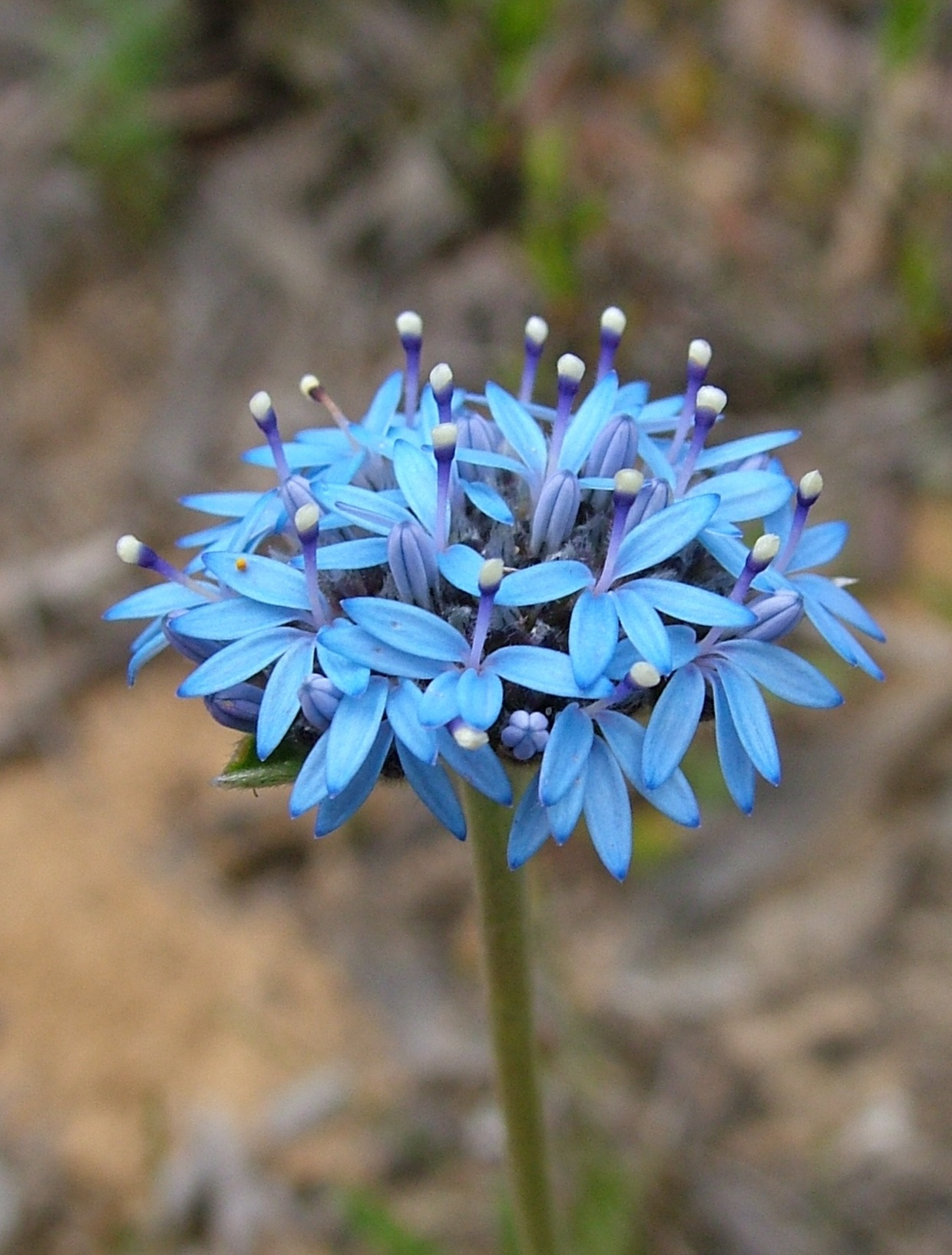
Brunonia australis
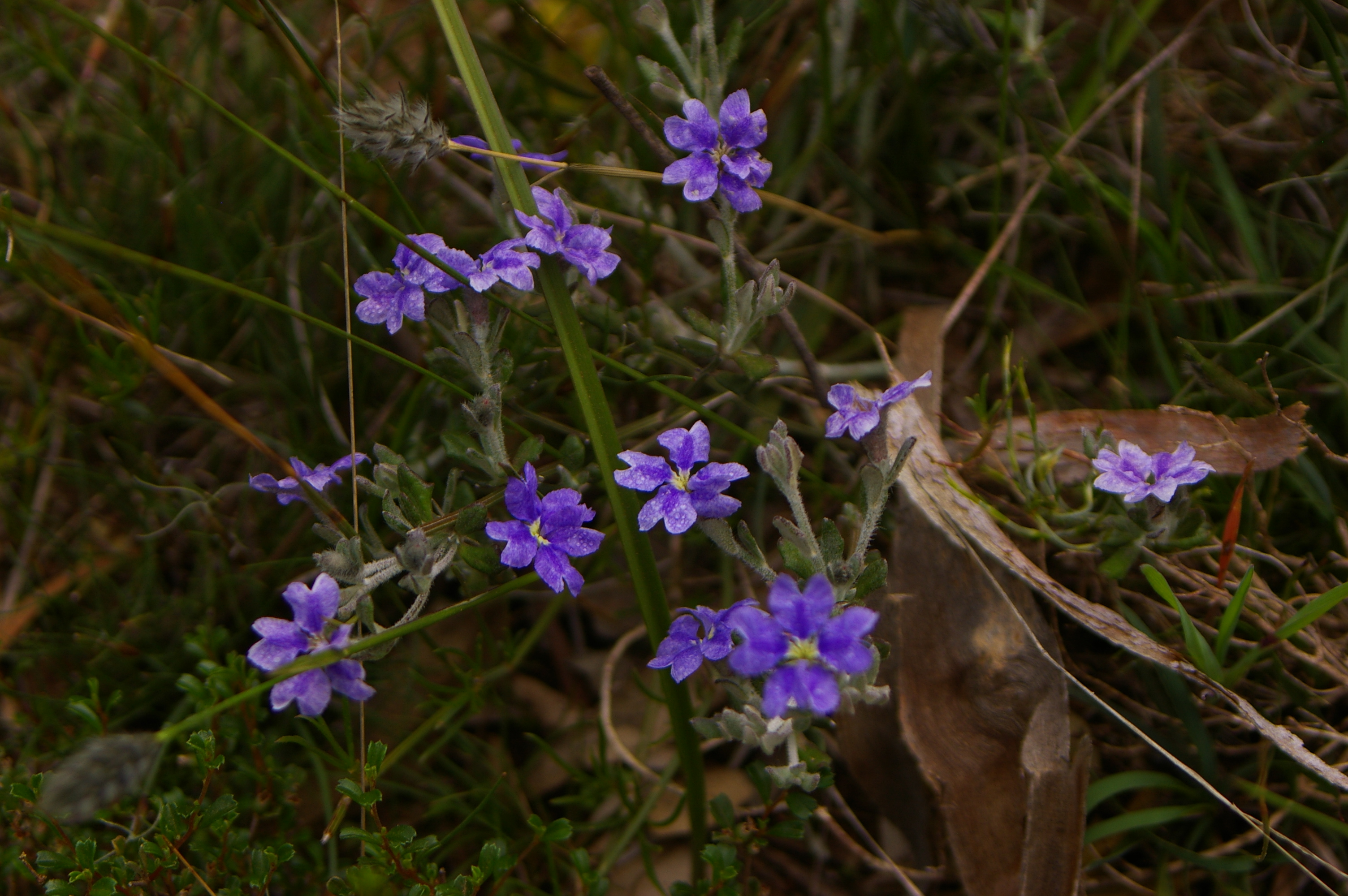
Dampiera alata
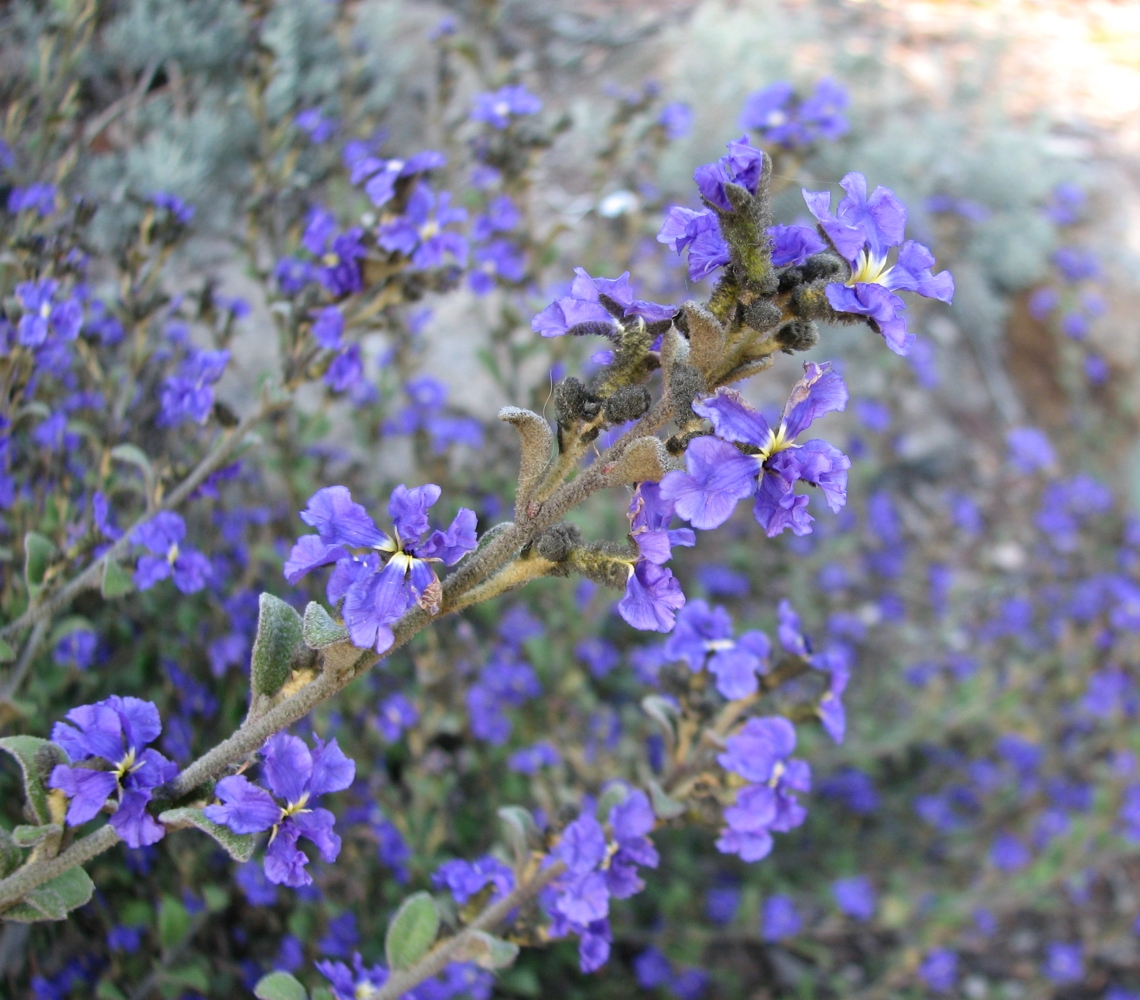
Dampiera purpurea
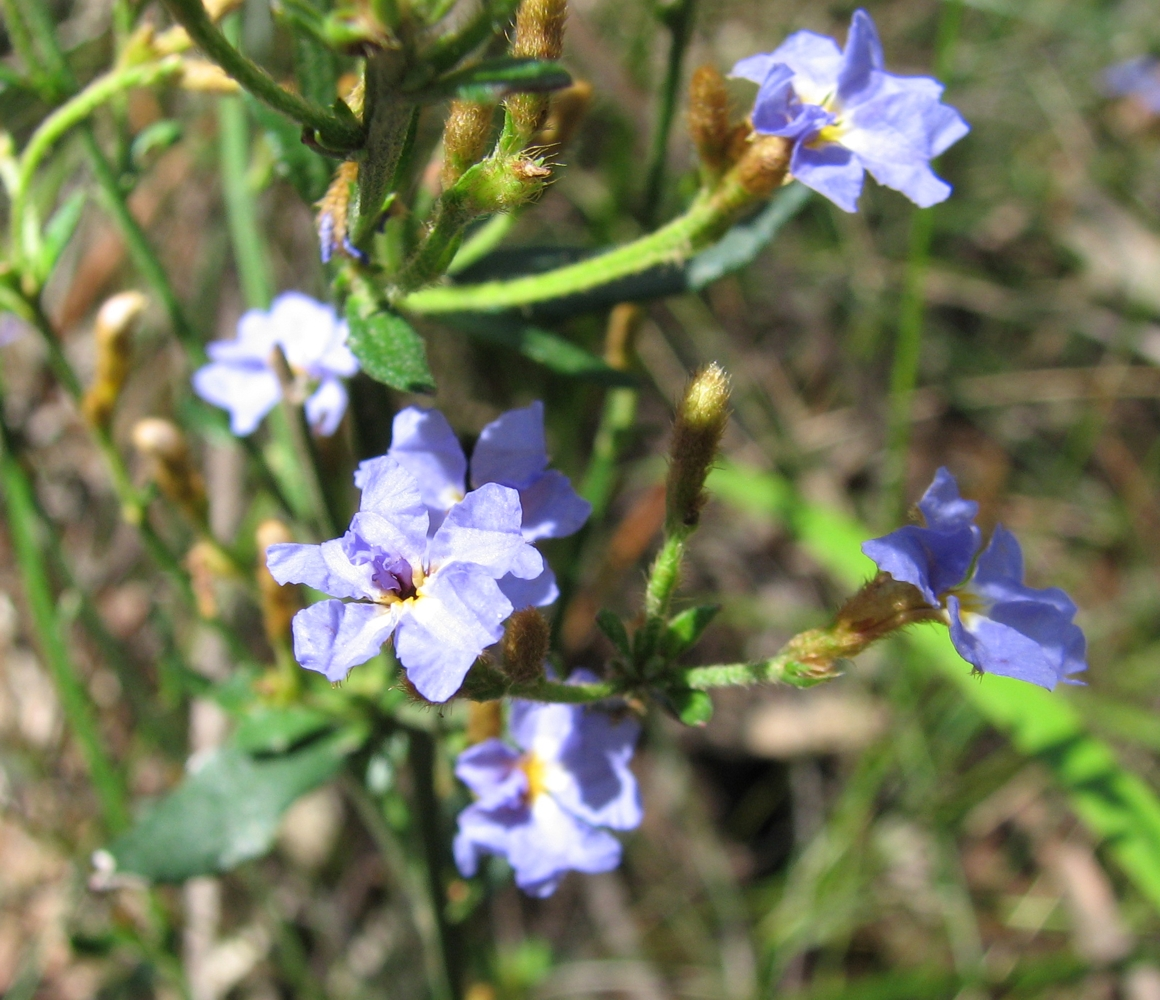
Dampiera stricta
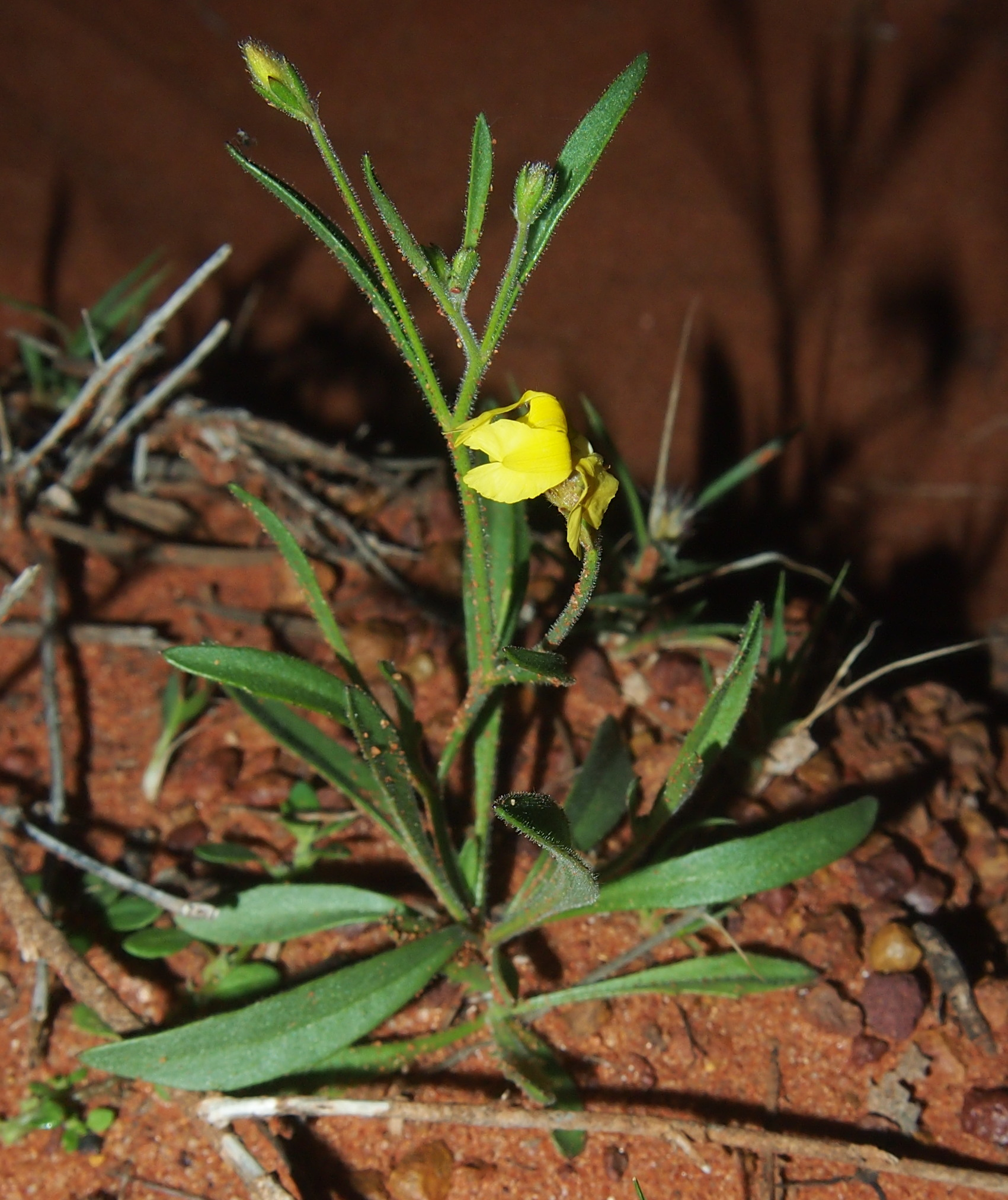
Goodenia lunata
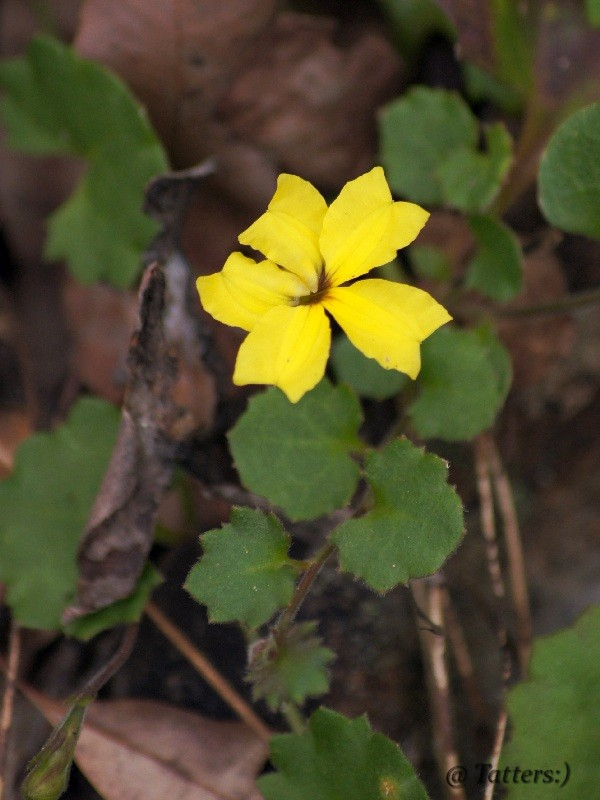
Goodenia rotundifolia
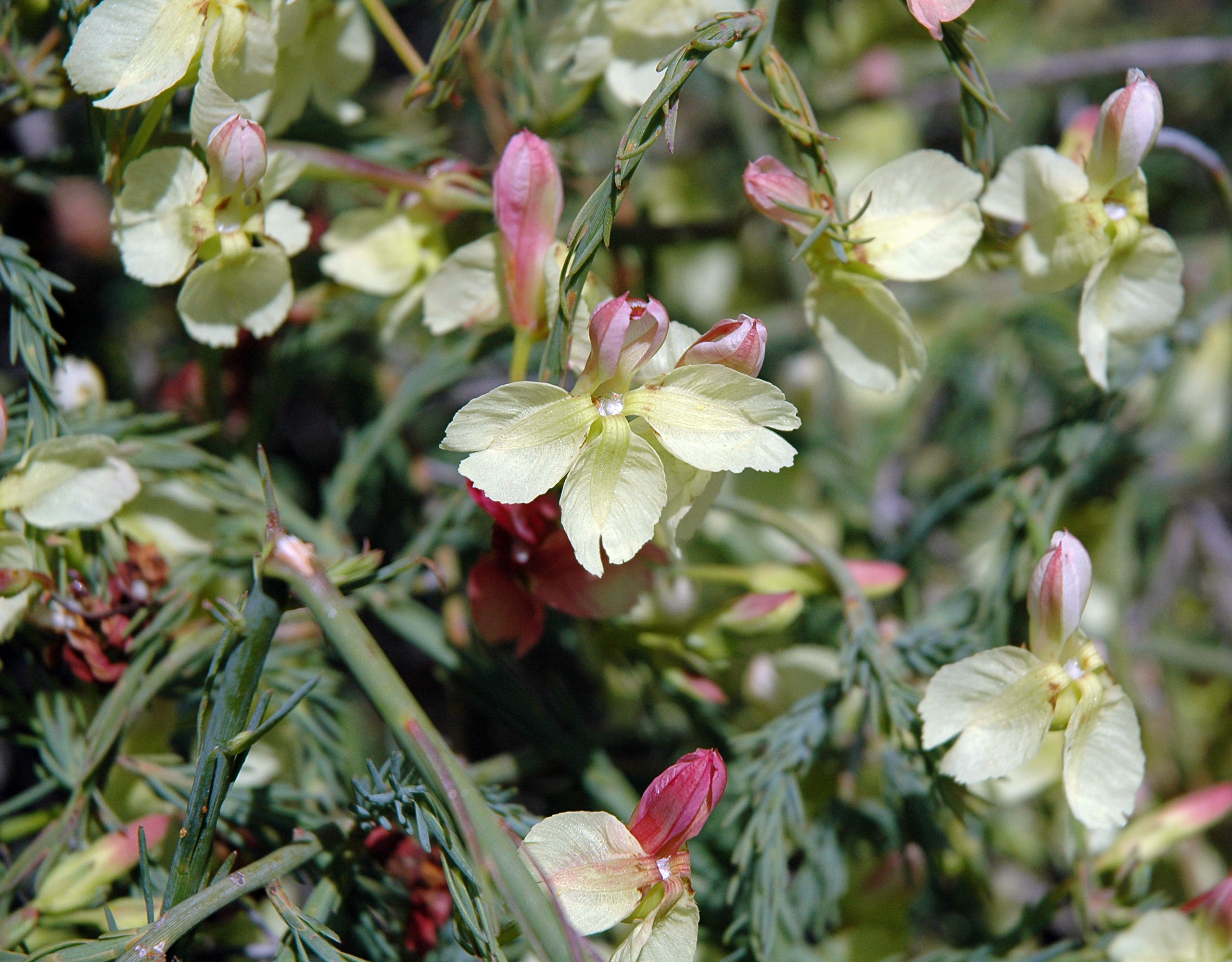
Lechenaultia linarioides
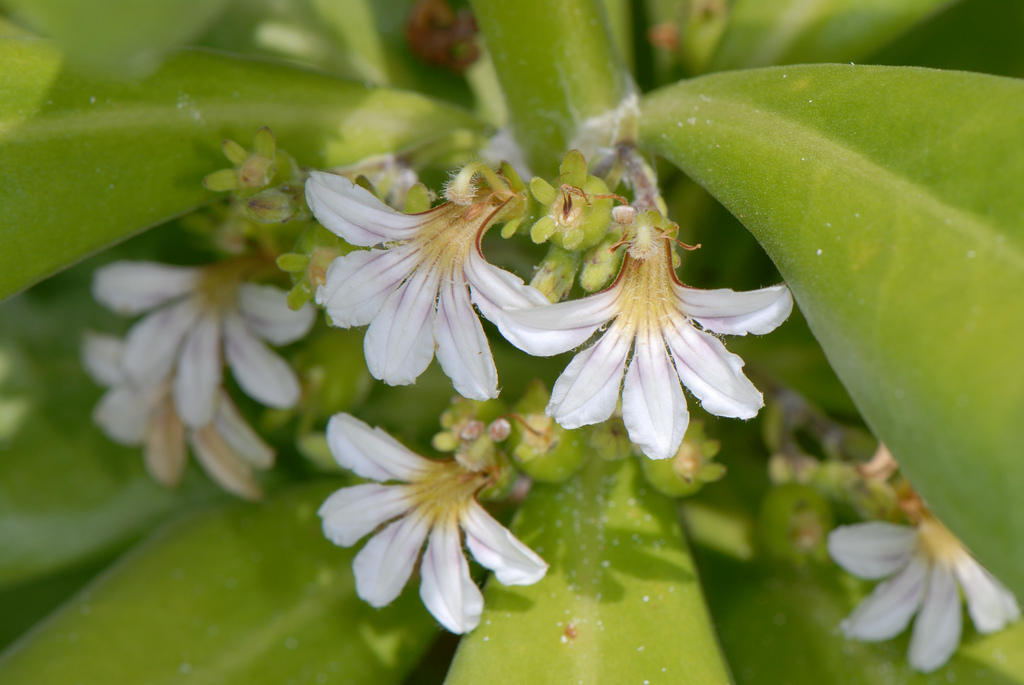
Scaevola plumieri
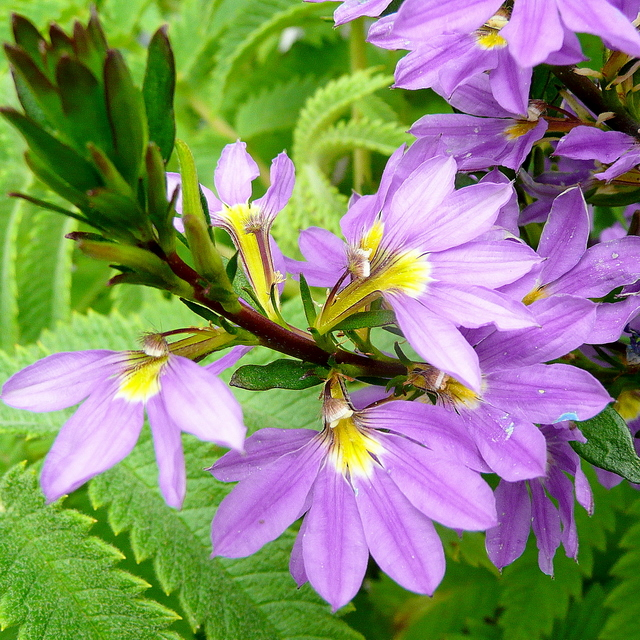
Scaevola aemula
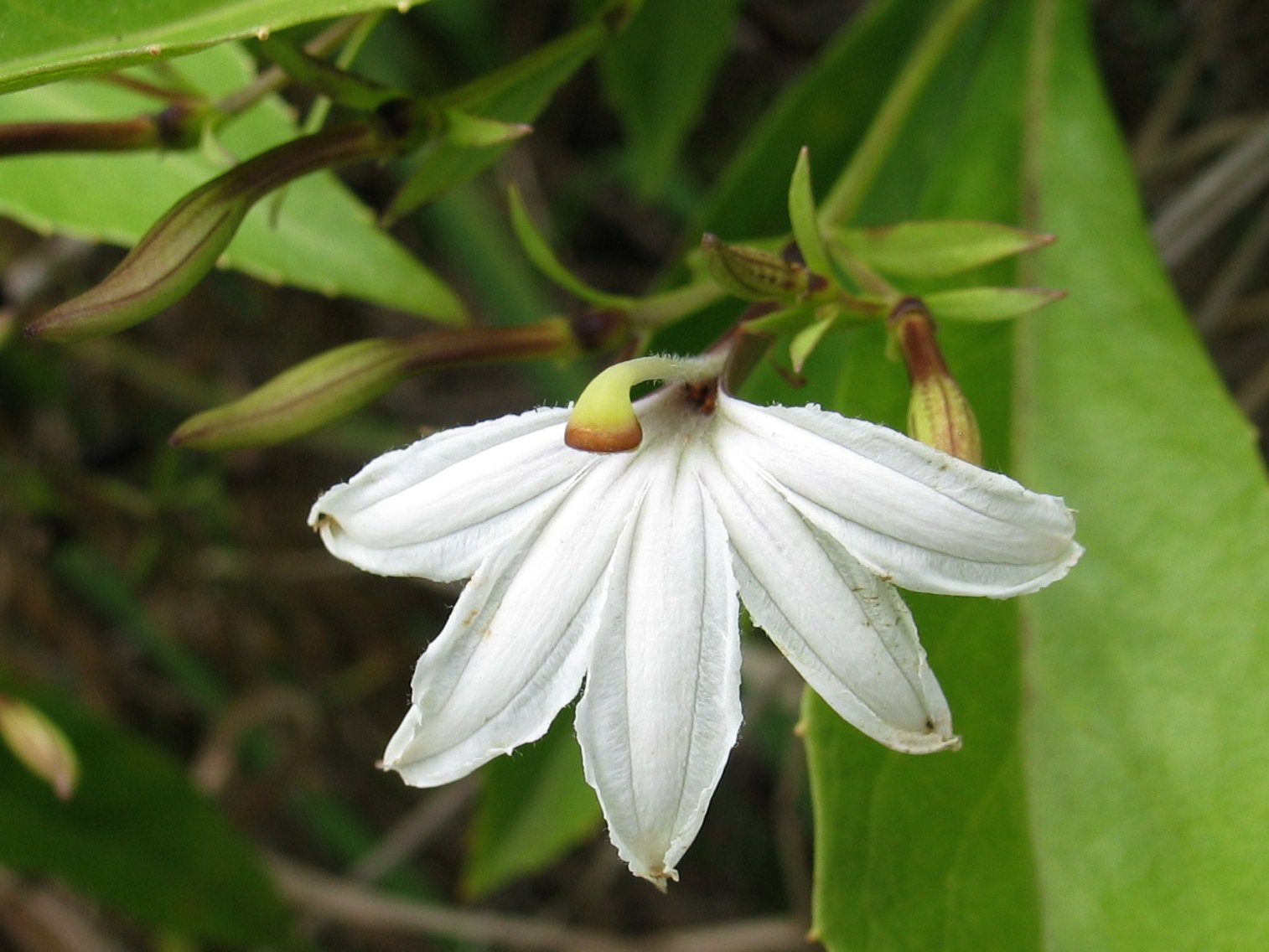
Scaevola chamissoniana
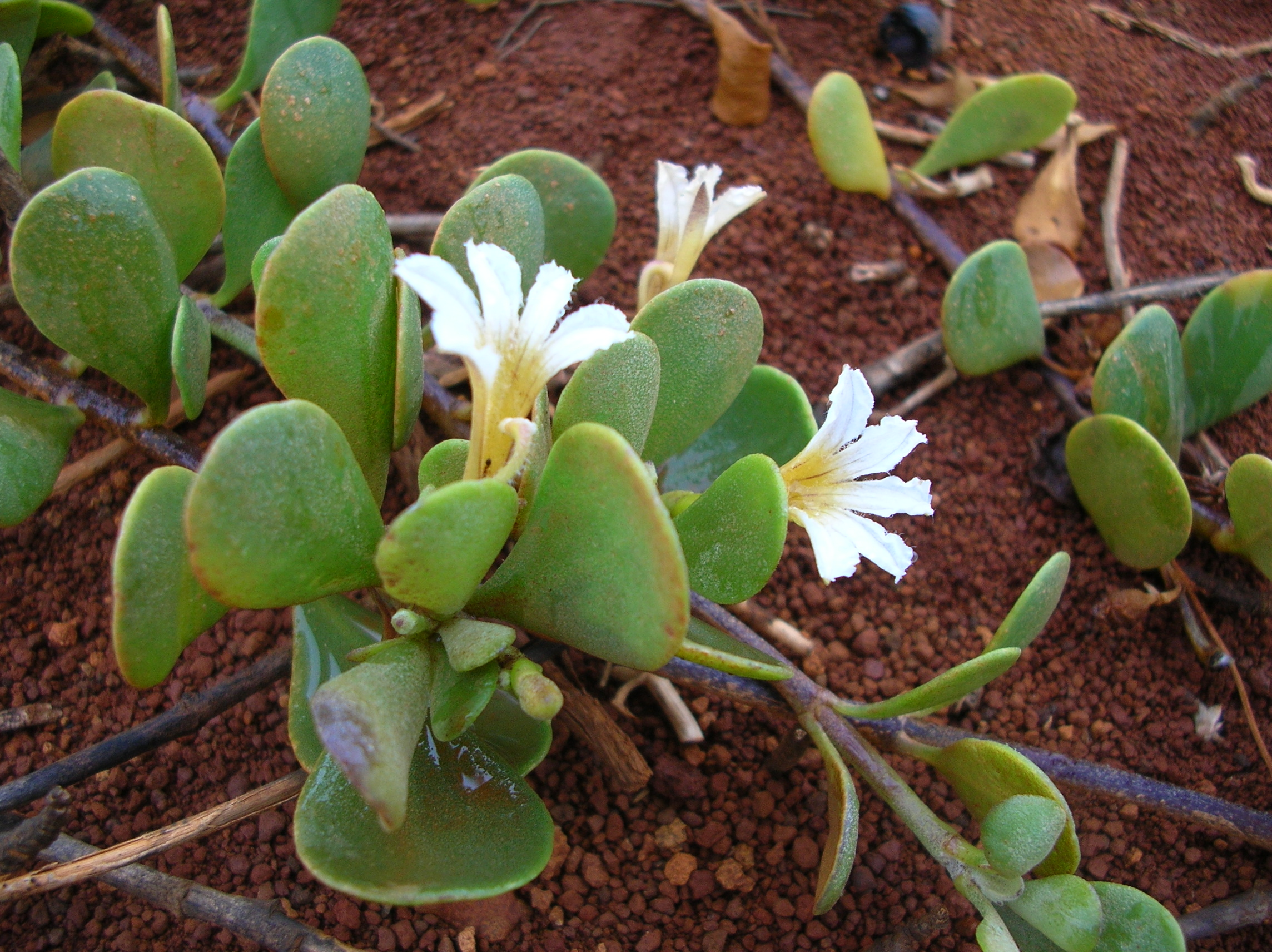
Scaevola coriacea
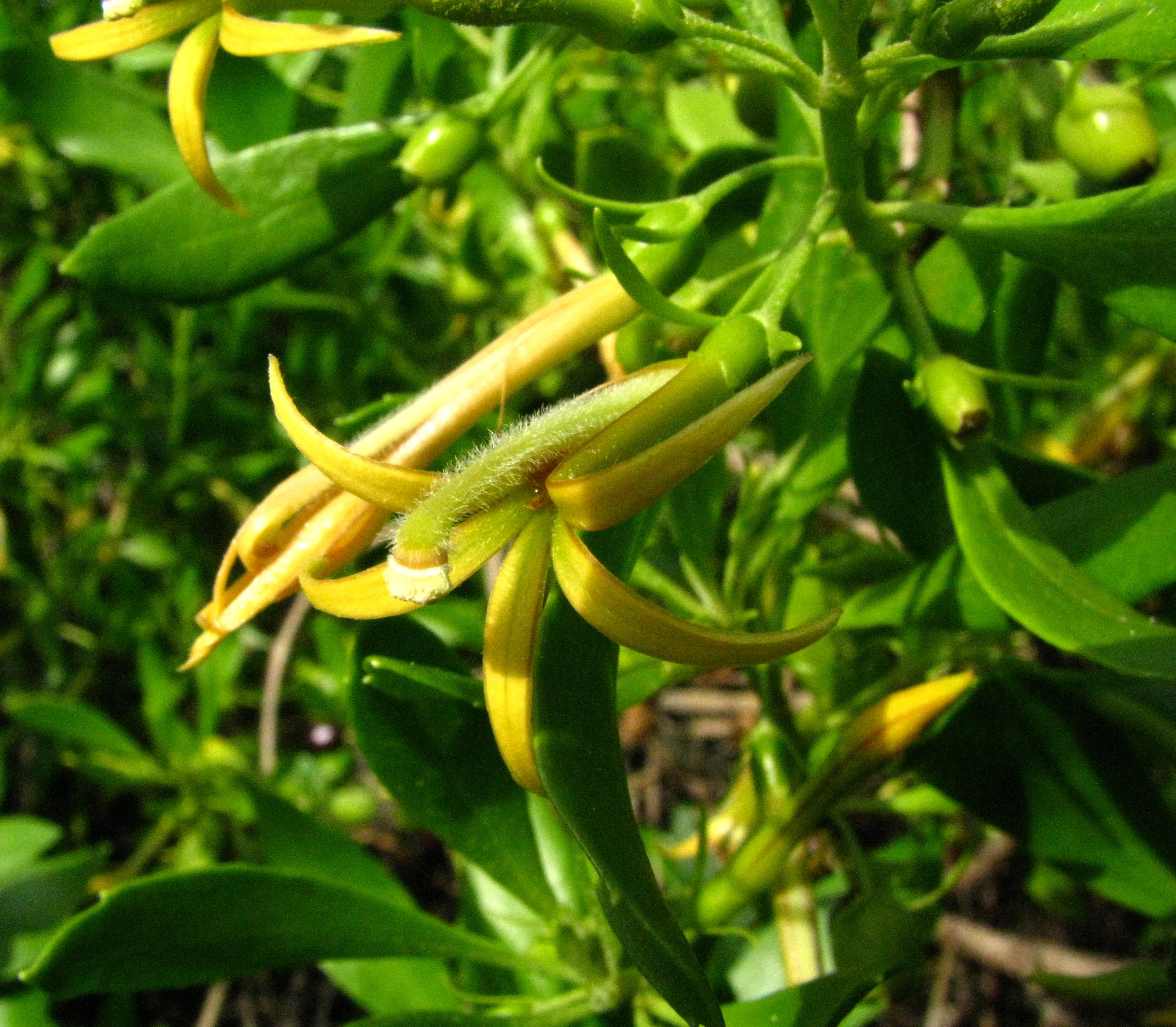
Scaevola gaudichaudii
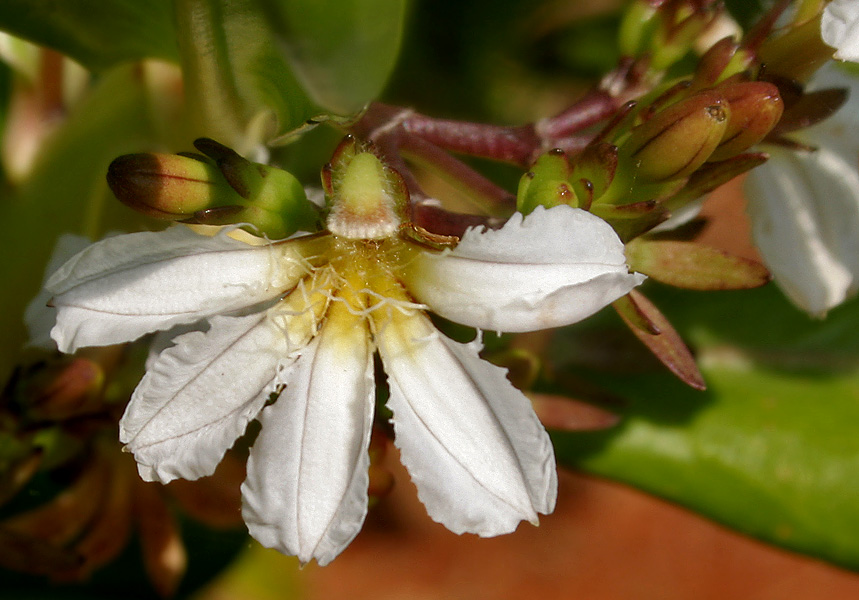
Scaevola taccada
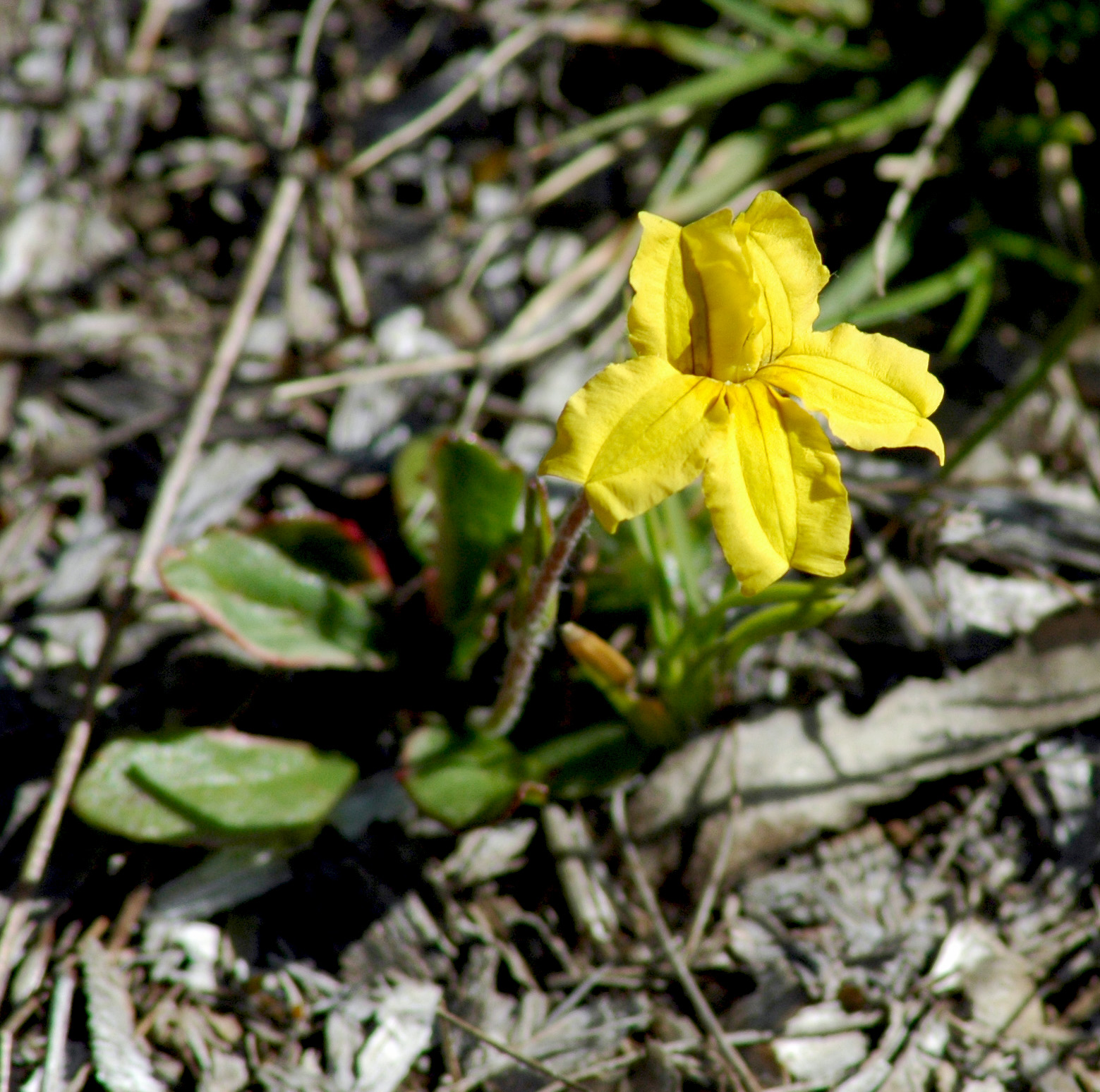
Velleia paradoxa